# Pickle de mostaza
El pickle de mostaza es un plato popular en la cocina Hmong. En Laos se les llama pak ghat. El plato se prepara tradicionalmente poniendo hojas de mostaza frescas en un recipiente, generalmente una olla grande, junto con agua de arroz, chiles, sal y otras especias si se desea. Luego, la olla se deja generalmente a temperatura ambiente o en un lugar soleado para que fermente. Después de unos días, la mostaza en escabeche está lista para comer. En la práctica moderna, a veces se agrega vinagre a la mezcla para acelerar la preparación del plato.